# Akademsko nakladništvo
Akademsko nakladništvo je podgrana nakladništva koja tiska i objavljuje akademska istraživanja i znanstvene radove. Većina akademskih radova objavljena je u obliku članaka u znanstvenim časopisima, knjiga ili radova za određeni akademski stupanj. Dio akademskog materijala koji je napisan nije formalno objavljen nego je tek samo ispisan ili objavljen na internetu nazivamo sivom literaturom. Većina znanstvenih i stručnih časopisa te mnoge znanstvene i stručne knjige, premda ne sve, zasnovane su na nekom obliku peer reviewa ili uredničkog proučavanja radi vrednovanja tekstova za objavu. Kakvoća uredničkog proučavanja i standardi pri izboru široko variraju od časopisa do časopisa, od izdavača do izdavača, od znanstvenog područja do znanstvenog područja.

## Daljnja literatura
- Wendy Laura Belcher. “Writing Your Journal Article in Twelve Weeks: A Guide to Academic Publishing Success.” ISBN 9781412957014
- Jonathan Culler and Kevin Lamb. Just being difficult? : academic writing in the public arena Stanford, Calif. : Stanford University Press, 2003. ISBN 0-8047-4709-1
- William Germano. Getting It Published, 2nd Edition: A Guide for Scholars and Anyone Else Serious About Serious Books. ISBN 978-0-226-28853-6. Read a chapter.
- Wellington, J. J. Getting published : a guide for lecturers and researcherLondon ; New York : RoutledgeFalmer, 2003. ISBN 0-415-29847-4
- John A. Goldsmith et al. "Teaching and Research" in The Chicago Guide to Your Academic Career. ISBN 0-226-30151-6.
- Cary Nelson and Stephen Watt. "Scholarly Books" and "Peer Review" in Academic Keywords: A Devil's Dictionary for Higher Education. ISBN 0-415-92203-8.
- Carol Tenopir and Donald King. "Towards Electronic Journals: Realities for Librarians and Publishers. SLA, 2000. ISBN 0-87111-507-7.
- Björk, B-C. (2007) "A model of scientific communication as a global distributed information system" Information Research, 12(2) paper 307.
- Furman, R. (2007). Practical tips for publishing scholarly articles: Writing and publishing in the helping professions. Chicago: Lyceum Books.
- Murray, Rowena. Studeni 2009. Writing for Academic Journals. Open University Press. str. 288. ISBN 978-0-335-23458-5
- "Trouble at the Lab: Briefing [on] Unreliable Research, [i.e.] Trouble at the Lab; Scientists Like to Think of Science as Self-Correcting [but] to an Alarming Degree It Is Not" (2013), The Economist, no. 8858 (Oct. 19, 2013), p. 26-28, 30. N.B.: Unsigned report, concerning the dissemination, publication, and citation of inadequately replicated and verified scientific research results.
- "Who Owns John Sutherland?  Arhivirana inačica izvorne stranice od 4. siječnja 2009. (Wayback Machine)" by John Sutherland, a discussion of publishing from the London Review of Books.
- Scholarly publishing bibliography  Arhivirana inačica izvorne stranice od 30. studenoga 2011. (Wayback Machine) compiled by Charles W. Bailey, Jr., updated frequently